# آشاغی اوبا (خاچماز)
آشاغی اوبا (به لاتین: Aşağıoba) یک منطقه مسکونی در جمهوری آذربایجان است که در شهرستان خاچماز واقع شده‌است.